# Outi Mäenpää
Outi Kirsti Johanna Mäenpää, född 24 februari 1962 i Helsingfors i Finland, är en finländsk skådespelare.
2011 vann hon en Guldbagge för bästa kvinnliga biroll för rollen som Aili i Svinalängorna. Mäenpää har även vunnit fyra Jussipriser, den finländska motsvarigheten till Guldbagge.

## Filmografi i urval
- 1990 – Flickan från tändsticksfabriken
- 1999 – Juha
- 2002 – Umur
- 2002 – Dödligt hjälpsam
- 2002 – Mannen utan minne
- 2003 – Stygga pojkar
- 2010 – Svinalängorna
- 2011 – Herr Höbacka och lejonvindflöjeln
- 2012 – Call Girl
- 2017 – Dröm vidare